# Vladimír Kabelík
Vladimír Kabelík (* 4. května 1951, Zlín) je český režisér, fotograf a odborný pedagog působící od roku 1982 v Kanadě. Je příslušníkem filmařského rodu Kabelíků: děda Vladimír (1894–1963) byl producentem, otec Vladimír (1924–2000) scenáristou a režisérem.

## Profesní životopis
Vladimír Kabelík se narodil roku 1951 ve Zlíně, v Československu. V roce 1969 se učil u českého fotografa Miroslava Háka (Skupina ’42). Roku 1970 se stal členem tvůrčí skupiny Debut, která měla vlastní minigalerii na Národní třídě v Praze. V roce 1972 získal titul magistra umění na Filmové a televizní fakultě Akademie múzických umění v Praze. Roku 1975 se setkal s Josefem Sudkem a natáčel jeho poslední výstavu v pražském Uměleckoprůmyslovém museu. Za svoji fotografickou činnost byl oceněn stříbrným odznakem Svazu českých fotografů. Roku 1981 z Československa se svou ženou a dvěma malými syny emigroval, žil krátce v Rakousku a Švýcarsku a poté odešel do Kanady (1982).
V novém působišti znovu začal natáčet dokumentární filmy, hlavně pro Canadian Broadcasting Corporation, TV Ontario a Vision TV. Od roku 1984 vyučoval filmovou tvorbu na Sheridan College v Oakville v Ontariu. Stal se jedním z prvních uživatelů fotografického procesu piezografického tisku. V roce 2007 začal spolupracovat s agenturou Marcia Rafelman Fine Arts, Toronto, která reprezentuje jeho fotografické aktivity. V roce 2022 byly agenturou Waddington’s Auctioneers & Appraisers, Toronto vydraženy první tři Kabelíkovy fotografie. Během pandemie v rámci aktivity “Covid Pandemic Initiative” realizoval dary uměleckých fotografií kanadským nemocnicím. Roku 2023 zahájil spolupráci s Bob Carnie Printmaking & Gallery v Torontu. On-line prodej Kabelíkových fotografií probíhá prostřednictvím Saatchiart.com.

## Výběr z filmové tvorby
V roce 1978 napsal a režíroval krátký film Generace ’70 o nastupující generaci českých a slovenských fotografů. Film byl okamžitě zakázán komunistickými úřady. V roce 1989 natočil dokumentární film Boris zachycující život a dílo legendárního kanadského fotoreportéra Borise Sprema (Canadian Broadcasting Corporation). Vytvořil sérii šesti dokumentárních filmů Tender Souls, která byla odkoupena televizními stanicemi v Kanadě a USA. V roce 2009 byl jeho dokumentární film So Far From Home nominován na kanadskou státní cenu “Gemini Awards”. V roce 2012 produkoval Beautifully Broken, dokument o životě a díle Rafaela Goldchaina (TVO). V roce 2014 vznikl dokumentární film Stay Aubrey!, zachycující kritický moment v životě kanadského jazzového bubeníka Aubrey Dale (Rogers Broadcasting).

## Výběr z výstavfotografie
- 1977 – první samostatná výstava v Galerii Československý spisovatel, Praha
- 1970 – 1972 Výstavy v Minigalerii TS Debut na Národní třídě v Praze
- 1985 – Niches – první samostatná kanadská výstava fotografií, Toronto (grant Ontario Arts Council)
- 1987 – Suite 204 (I & II) – samostatné výstavy fotografií, Wallace Avenue Studios, Toronto
- 1988 – Black & White Blues – samostatná výstava fotografií @ Eight Elm Street Gallery, Toronto
- 2003 – Memories – samostatná výstava fotografií, Cannington House Gallery, Oakville,
- 2004 – Vladimir Kabelik: Selected Works, Solothurn, Švýcarsko
- 2018 – Limping Forward, Looking Back, výstava v Galerii Stephena Bulgera, Toronto
- 2018 – One Life – Two Cities, výstava v Sheridan Creative Galleries v Mississauga, Kanada
- 2021 – Contact fotografický festival, Toronto: „The Spirit of Manitoulin Island“, Kanada
- 2021 – John B. Aird Gallery, Toronto: Zátiší 2021–22: výstava a účast v knižním výběru

## Jiné
- 2016 – Vydal knihu Vladimir Kabelik – Photograph za kterou byl téhož roku odměněn zlatou medailí na Prix de la Photographie v Paříži
- 2018 – obdržel pozvání stát se členem API (Art Photo Index)
- 2020 – obdržel pozvání do Mutualart, Londýn, Spojené království Velké Británie a Sev. Irska

## Zastoupení ve sbírkách fotografie
- Sheridan College Archives, Oakville, Ontario
- Muzeum umění a designu Benešov, Česká republika[8]

## Zastoupení ve filmových archívech
Deset dokumentárních filmů získaných Library and Archives Canada:
- Generace ’70 (1979)[9]
- Glass From The Attic (1986)
- Boris (1989)
- Coming Home (1994)
- Kundalini (1996)
- The Unlikely Couple (1998)
- Every Day’s Little Pleasures (1998)
- So Far From Home (2009)
- Beautifully Broken (2012)
- Stay Aubrey! (2014)

## Ocenění
- 1969 Fotografická cena Večerní Prahy
- 1977 Grand Cup – Vecernji List, Zagreb, Jugoslávie za film “Pozor děti!”
- 1979 Bronze Felix, Rumunsko za film “Dobře vypočtené kladivo”
- 1980 Granat Grand Prix za film “Tvarování pletenin – Technologie Budoucnosti” na festivalu Techfilm, Pardubice
- 1981 Cena rady vlády SSR pre životné prostredie za film “Odpady které se staly ziskem” na festivalu Ekofilm, Ostrava
- 1985 Ontario Arts Council – Photography Grant
- 1990 The Association For Multi-Image Of Canada – stříbrná medaile za film “Boris”
- Lucie Awards – několik fotografií získalo ocenění “Honorable Mention” (1990-2000)
- IPA (International Photography Awards) – oceněn v roce 2007 + 2013
- 2009 dokumentární film “So Far From Home” je nominován na kanadskou státní cenu “Gemini Awards”
- 2010 Special Jury REMI Award na festivalu Worldfest v americkém Houstonu za film “So Far From Home”
- 2014 Yorkton Film Festival – nominován za film “Beautifully Broken”
- J. I. Segal Award (2014)
- 2016 zlatá medaile na Prix de la Photographie v Paříži, Francie za knihu “Vladimir Kabelik – Photography”
- 2016 “Spotlight” cena od Black & White Magazine (USA) za sérii černobílých fotografií
- 2018 Tokyo International Foto Awards: Bronzová medaile v kategorii „Kniha – Výtvarné umění“
- 2019 Tokyo International Foto Awards za fotografii: “Manitoulin South Shore”
- 2019 Black & White Magazin: Soutěž “Ohlédnutí”: Vítěz kategorie “Vintage Images”
- 2022 New York Photography Awards: Čestné uznání
- 2023 London Photography Awards: dvě Čestná uznání za fotografie z ostrova Manitoulin

## Výběr z literatury a médií
- Publikuje fotografie v českých časopisech Fotografie, Mladý svět, Květy a Večerní Praha
- V Kanadě publikuje v časopisech Cinema Canada, Take One a PhotoED
- V USA je v uveden tvůrčím profilem od Maureen Gallagher v časopise LensWork (#59)
- The Luminous Landscape – přispěvatel do známého internetového profilu
- Fotografie “Rocking Horse” se stala součástí knihy Brookse Jensena „Looking at Images
- ”Vydává knihu “Vladimir Kabelik – Photography” za kterou je téhož roku odměněn zlatou medailí na Prix de la Photographie v Paříži
- V roce 2017 je publikován další tvůrčí profil napsaný kritikem umění George Slate v Black & White magazine (USA)
- “Komíny Andalusie” publikován tvůrčí profil v časopise Eye-Photo Magazine, Vídeň, Rakousko
- Canadian Geographics vybral pro reprezentaci Ontaria v kalendáři Canadian Landscapes pro rok 2022 fotografii “Reeds” (Rákosí)